# Royal Villette Charleroi
Royal Villette Charleroi – belgijski klub tenisa stołowego, z miasta Charleroi. Powstały w 1930 r. Często nazywany po prostu La Villette. Klub jest sponsorowany przez niemiecką firmę tenisa stołowego Tibhar.

## Sztab
- Prezes: Gilbert DELVA
- Wiceprzewodniczący: Michel Beirens i Jean-Pol Gorszy
- Sekretarz generalny: Gérard Baude
- Administratorzy: Jean Vangeel, Sylvio di Dio, Delory André, Jean-Claude Bila, Corinne Vanmol, Monique Grimont, Jean-Jacques Milaire.
- Sekretariat: rue des Olympiades, Charleroi 2 6000 KONTAKT: +32 (0) 71703824

## Zawodnicy
- Jean-Michel Saive
- Dimitrij Ovtcharov
- Petr Korbel
- Philippe Saive
- Wang Jianjun
- Trener:Dubravsko Skoric